# Allershausen
Allershausen là một đô thị in the huyện Freising, in Upper Bavaria, nước Đức. Đô thị Allershausen có diện tích 26,56 km², dân số thời điểm 31 tháng 12 năm 2006 là 4857 người.